# Lucas do Rio Verde
Lucas do Rio Verde este un oraș în Mato Grosso (MT), Brazilia.